# Joy Huerta
Joy Huerta (Tirzah Joy Huerta Uecke, Ciudad de México, 20 de junio de 1986), es una cantante y compositora mexicana. Reconocida por ser parte del grupo Jesse & Joy, dúo que conforma con su hermano mayor, Jesse Huerta.
Como parte de Jesse & Joy, ha lanzado cuatro álbumes de estudio, un álbum en vivo y un EP con Warner Music Latina, ha realizado giras internacionales y acumulado el Premio Grammy al Mejor Álbum Latino, así como seis Premios Grammy Latinos en distintas categorías. "La voz de Joy ha sido comparada con las de Norah Jones, Alanis Morissette y, casi inevitablemente con la Kelly Clarkson", escribió Los Ángeles Times.
En 2025, Joy debutó en Broadway como coautora de la música y letra del musical Real Women Have Curves, una adaptación de la obra revolucionaria de Josefina López.

## Primeros años
Huerta nació en la Ciudad de México de padre mexicano, Eduardo Huerta, y madre estadounidense, Michelle Uecke. A los 15 años, inspirada por Aretha Franklin, James Taylor, Carole King y Pedro Infante, así como por sus padres, comenzó a escribir música y canciones con su padre y hermano, utilizando instrumentos de la iglesia a la que asistían cuando eran niños.

## Carrera

### Jesse y Joy
Los hermanos Huerta Uecke firmaron con el grupo Warner Music Latina el 18 de abril de 2005 y comenzaron una carrera discográfica con el nombre de Jesse & Joy. En el grupo, el toca la guitarra y ella es la vocalista principal.
Ese año, Jesse & Joy lanzaron su primer sencillo, "Espacio Sideral". La Asociación Mexicana de Productores de Fonogramas y Videogramas (AMPROFON) distinguió al álbum debut Esta es mi vida como disco platino. El álbum alcanzó el número 20 en México, y como dúo ganaron el Premio Grammy Latino al Mejor Nuevo Artista el siguiente año.
En 2009, lanzaron un segundo álbum de estudio Electricidad, que ganó el oro de AMPROFON.
Su siguiente álbum, ¿Con quién se queda el perro?, fue lanzado en 2011 y en la ceremonia de los Premios Grammy Latinos de 2012, ella y su hermano ganaron tres premios Grammy latinos: Mejor Álbum Pop Contemporáneo para ¿Con quién se queda el Perro ?, y Canción y Disco del año para "¡Corre!". Además, junto con Carlos López Estrada, recibieron el Premio Grammy Latino al Mejor Video Musical Corto por dirigir "Me Voy", un sencillo de ¿Con Quién Se Queda El Perro?
Huerta obtuvo su primer Premio Grammy al Mejor Álbum Pop Latino en honor al quinto lanzamiento de estudio del dúo llamado Un Besito Más. Allí declaró públicamente su apoyo a "todos los hispanos de Estados Unidos" en su discurso de aceptación.
Un Besito Más fue al número uno en la lista de álbumes latinos, ganó el Grammy Latino (2016) al Mejor álbum vocal pop.
La canción, "Un Besito Más", de Un Besito Más, conmemora al padre de los hermanos en un video que concientizó sobre las controvertidas deportaciones en los Estados Unidos.  El video fue galardonado como "Mejor Narrativa Corta" y "Voces de Estudiantes por la Paz: la historia más inspiradora" en el Festival Paz en la Tierra, y" Premio a la inclusión "en el Festival Wayward. [cita requerida]
A mediados de 2016, Jesse & Joy ganaron aún más popularidad con el lanzamiento de su primer álbum en dos idiomas, Jesse & Joy, que contenía versiones en inglés de canciones de sus últimos cuatro lanzamientos de estudio y grandes éxitos como "Corre! (Run!)", "Espacio Sideral", "Ecos de Amor", entre otros.
Jesse & Joy colaboraron con el cantante colombiano J Balvin para el sencillo "Mañana Es Too Late" en abril de 2019 que sería la primera canción de su nuevo álbum aún sin nombre. La canción fue escrita por el dúo junto con Poo Bear y alcanzó el número 1 en México.

### En solitario
En septiembre de 2018, Joy fue a Washington D. C. para recibir el Premio Visión por el compromiso social y humanitario en la 31a. Entrega Anual de la Herencia Hispana, que se emitió por la cadena PBS. El Premio reconoce a los latinos que han realizado importantes contribuciones en la música.
Huerta fue reconocida por la Latin Recording Academy como una de las Mujeres Líderes del Entretenimiento en una gala realizada en junio de 2019 que tuvo lugar en la Ciudad de México. El reconocimiento estaba dirigido a las latinas que "durante sus vidas han demostrado entusiasmo, determinación, liderazgo, orgullo en sus raíces y un espíritu indomable de forma continua".  El reconocimiento incluyó también a Tatiana Bilboa, Martha de Bayle, Alondra de la Parra y Soumaya Slim Domit.
Huerta ha participado en el reality La Voz... México siendo asesora de Alex Syntek. La cantante también ha realizado dúos en solitario con el mexicano Sergio Vallin, el dúo estadounidense Ha*Ash en la canción «Qué más da», formando parte de la composición del tema, y con el cantante de origen cubano Jencarlos Canela en la canción «Por algo será». Joy ha prestado su voz en numerosas ocasiones en conciertos que ha sido invitada por Ha*Ash, colaborando en canciones como «Already Home», «Lo que yo sé de ti», «Te dejo en libertad», «No tiene devolución» y «Qué más da».

## Filantropía
Más allá de la carrera musical, Huerta concentra sus esfuerzos en mejorar el trato de los animales a través de organizaciones como PETA y Animal Heroes. Trabajó con organizaciones de rescate después del terremoto en la Ciudad de México, incluida la Cruz Roja. Además, ha presentado espectáculos en California, Texas y Arizona para movilizar a los latinos a votar en apoyo a Rock the Vote, Voto Latino y Grammys on the Hill. Joy mantiene una asociación con UnidosUS (anteriormente NCLR), la organización hispana de defensa y derechos civiles, y su "Electrifica tu voto". Jesse & Joy realizaron espectáculos acústicos en California, Texas y Arizona con la intención de movilizar a los latinos para que voten.

## Vida personal
Hace más de 10 años comparte una fuerte amistad con las integrantes del dueto Ha*Ash, compartiendo casa un par de años con su mejor amiga Ashley Grace. Además, se han llegado a inspirar en la historia de la otra para componer canciones, es así como «La de la mala suerte» de Jesse & Joy está basado en una historia de Ashley, mientras que «Ex de verdad» de las mexicoestadounidenses, en una historia de Joy.
En abril de 2019, se declaró abiertamente lesbiana y presentó a su esposa Diana Atri, con quien anunció que se encontraba esperando un bebé. Su primer retoño nació en mayo del mismo año, una niña a la que llamaron Noah. En marzo de 2021, anunció el nacimiento de su segundo hijo, un niño al que bautizaron como Nour.

## Discografía

### Como solista
Colaboraciones
- 2009: «Fragilidad» (con Sergio Vallín)
- 2014: «Qué más da» (con Ha*Ash y Julio Ramírez).[19]
- 2018: «Por algo será» (con Jencarlos).[20]